# Úszás az 1964. évi nyári olimpiai játékokon
Az 1964. évi nyári olimpiai játékok úszóversenyein tizennyolc versenyszámban avattak olimpiai bajnokot. Az előző, 1960. évi római olimpiához képest a program a férfi 200 méteres hátúszással, a férfi 400 méteres vegyesúszással, a férfi 4 × 100 méteres gyorsváltóval és a női 400 méteres vegyesúszással bővült. Az előző olimpiákkal szemben férfi 100 méteres hátúszásban ezen az olimpián nem rendeztek versenyt.

## Éremtáblázat
(A táblázatokban a rendező ország csapata eltérő háttérszínnel, az egyes számoszlopok legmagasabb értéke, vagy értékei vastagítással kiemelve.)
| Az 1964. évi nyári olimpiai játékok éremtáblázata úszásban | Az 1964. évi nyári olimpiai játékok éremtáblázata úszásban | Az 1964. évi nyári olimpiai játékok éremtáblázata úszásban | Az 1964. évi nyári olimpiai játékok éremtáblázata úszásban | Az 1964. évi nyári olimpiai játékok éremtáblázata úszásban | Olimpia  |
| ---------------------------------------------------------- | ---------------------------------------------------------- | ---------------------------------------------------------- | ---------------------------------------------------------- | ---------------------------------------------------------- | -------- |
|                                                            | Ország                                                     | Arany                                                      | Ezüst                                                      | Bronz                                                      | Összesen |
| 1.                                                         | Egyesült Államok (USA)                                     | 13                                                         | 8                                                          | 8                                                          | 29       |
| 2.                                                         | Ausztrália (AUS)                                           | 4                                                          | 1                                                          | 4                                                          | 9        |
| 3.                                                         | Szovjetunió (URS)                                          | 1                                                          | 1                                                          | 2                                                          | 4        |
|                                                            |                                                            |                                                            |                                                            |                                                            |          |
| 4.                                                         | Egyesült Német Csapat (EUA)                                | 0                                                          | 4                                                          | 2                                                          | 6        |
| 5.                                                         | Hollandia (NED)                                            | 0                                                          | 2                                                          | 1                                                          | 3        |
| 6.                                                         | Franciaország (FRA)                                        | 0                                                          | 1                                                          | 0                                                          | 1        |
| 6.                                                         | Nagy-Britannia (GBR)                                       | 0                                                          | 1                                                          | 0                                                          | 1        |
|                                                            |                                                            |                                                            |                                                            |                                                            |          |
| 8.                                                         | Japán (JPN)                                                | 0                                                          | 0                                                          | 1                                                          | 1        |
|                                                            |                                                            |                                                            |                                                            |                                                            |          |
| Összesen                                                   | Összesen                                                   | 18                                                         | 18                                                         | 18                                                         | 54       |

## Férfi
Férfi úszásban tíz – hét egyéni és három váltó – versenyszámot írtak ki.

### Éremtáblázat
| Az 1964. évi nyári olimpiai játékok éremtáblázata férfi úszásban | Az 1964. évi nyári olimpiai játékok éremtáblázata férfi úszásban | Az 1964. évi nyári olimpiai játékok éremtáblázata férfi úszásban | Az 1964. évi nyári olimpiai játékok éremtáblázata férfi úszásban | Az 1964. évi nyári olimpiai játékok éremtáblázata férfi úszásban | Olimpia  |
| ---------------------------------------------------------------- | ---------------------------------------------------------------- | ---------------------------------------------------------------- | ---------------------------------------------------------------- | ---------------------------------------------------------------- | -------- |
|                                                                  | Ország                                                           | Arany                                                            | Ezüst                                                            | Bronz                                                            | Összesen |
| 1.                                                               | Egyesült Államok (USA)                                           | 7                                                                | 4                                                                | 3                                                                | 14       |
| 2.                                                               | Ausztrália (AUS)                                                 | 3                                                                | 0                                                                | 4                                                                | 7        |
| 3.                                                               | Egyesült Német Csapat (EUA)                                      | 0                                                                | 4                                                                | 2                                                                | 6        |
| 4.                                                               | Nagy-Britannia (GBR)                                             | 0                                                                | 1                                                                | 0                                                                | 1        |
| 4.                                                               | Szovjetunió (URS)                                                | 0                                                                | 1                                                                | 0                                                                | 1        |
| 6.                                                               | Japán (JPN)                                                      | 0                                                                | 0                                                                | 1                                                                | 1        |
|                                                                  |                                                                  |                                                                  |                                                                  |                                                                  |          |
| Összesen                                                         | Összesen                                                         | 10                                                               | 10                                                               | 10                                                               | 30       |

### Érmesek
- WR – világrekord
- OR – olimpiai rekord

| Az 1964. évi nyári olimpiai játékok érmesei férfi úszásban | |            | |         |                                                                                                  |         |
| Versenyszám                                                | Arany | Arany      | Ezüst | Ezüst   | Bronz                                                                                            | Bronz   |
| 100 m gyors                                                | Don Schollander · Egyesült Államok (USA) | 53,4 OR    | Robert McGregor · Nagy-Britannia (GBR)                                                                          | 53,5    | Hans-Joachim Klein · Egyesült Német Csapat (EUA)                                                 | 54,0    |
| 400 m gyors                                                | Don Schollander · Egyesült Államok (USA) | 4:12,2 WR  | Frank Wiegand · Egyesült Német Csapat (EUA)                                                                     | 4:14,9  | Allan Wood · Ausztrália (AUS)                                                                    | 4:15,1  |
| 1500 m gyors                                               | Bob Windle · Ausztrália (AUS) | 17:01,7 OR | John Nelson · Egyesült Államok (USA)                                                                            | 17:03,0 | Allan Wood · Ausztrália (AUS)                                                                    | 17:07,7 |
| 200 m hát                                                  | Jed Graef · Egyesült Államok (USA) | 2:10,3 WR  | Gary Dilley · Egyesült Államok (USA)                                                                            | 2:10,5  | Robert Bennett · Egyesült Államok (USA)                                                          | 2:13,1  |
| 200 m mell                                                 | Ian O'Brien · Ausztrália (AUS) | 2:27,8 WR  | Heorhij Prokopenko · Szovjetunió (URS)                                                                          | 2:28,2  | Chester Jastremski · Egyesült Államok (USA)                                                      | 2:29,6  |
| 200 m pillangó                                             | Kevin Berry · Ausztrália (AUS) | 2:06,6 WR  | Carl Robie · Egyesült Államok (USA)                                                                             | 2:07,5  | Frederick Schmidt · Egyesült Államok (USA)                                                       | 2:09,3  |
| 400 m vegyes                                               | Richard Roth · Egyesült Államok (USA) | 4:45,4 WR  | Roy Saari · Egyesült Államok (USA)                                                                              | 4:47,1  | Gerhard Hetz · Egyesült Német Csapat (EUA)                                                       | 4:51,0  |
| 4 × 100 m gyorsváltó                                       | Egyesült Államok (USA) · Steve Clark · Michael Austin · Gary Ilman · Don Schollander · Lary Schulhof*                                                           | 3:33,2 WR  | Egyesült Német Csapat (EUA) · Horst Löffler · Frank Wiegand · Uwe Jacobsen · Hans-Joachim Klein                 | 3:37,2  | Ausztrália (AUS) · David Dickson · Peter Doak · John Ryan · Bob Windle                           | 3:39,1  |
| 4 × 200 m gyorsváltó                                       | Egyesült Államok (USA) · Steve Clark · Roy Saari · Gary Ilman · Don Schollander · William Mettler* · David Lyons* · Michael Wall* · Edward Townsend*            | 7:52,1 WR  | Egyesült Német Csapat (EUA) · Horst-Günter Gregor · Gerhard Hetz · Frank Wiegand · Hans-Joachim Klein           | 7:59,3  | Japán (JPN) · Fukui Makoto · Ivaszaki Kunihiro · Sódzsi Tosio · Okabe Jukiaki · Jamanaka Cujosi* | 8:03,8  |
| 4 × 100 m vegyes váltó                                     | Egyesült Államok (USA) · Thompson Mann · Bill Craig · Frederick Schmidt · Steve Clark · Robert Bennett* · Virgil Luken* · Richard McGeagh* · Walter Richardson* | 3:58,4 WR  | Egyesült Német Csapat (EUA) · Ernst-Joachim Küppers · Egon Henninger · Horst-Günter Gregor · Hans-Joachim Klein | 4:01,6  | Ausztrália (AUS) · Peter Reynolds · Ian O'Brien · Kevin Berry · David Dickson · Peter Tonkin*    | 4:02,3  |

* - a versenyző csak az előfutamban vett részt, így nem kapott érmet

## Női
Női úszásban nyolc – hat egyéni és két váltó – versenyszámot írtak ki.

### Éremtáblázat
| Az 1964. évi nyári olimpiai játékok éremtáblázata női úszásban | Az 1964. évi nyári olimpiai játékok éremtáblázata női úszásban | Az 1964. évi nyári olimpiai játékok éremtáblázata női úszásban | Az 1964. évi nyári olimpiai játékok éremtáblázata női úszásban | Az 1964. évi nyári olimpiai játékok éremtáblázata női úszásban | Olimpia  |
| -------------------------------------------------------------- | -------------------------------------------------------------- | -------------------------------------------------------------- | -------------------------------------------------------------- | -------------------------------------------------------------- | -------- |
|                                                                | Ország                                                         | Arany                                                          | Ezüst                                                          | Bronz                                                          | Összesen |
| 1.                                                             | Egyesült Államok (USA)                                         | 6                                                              | 4                                                              | 5                                                              | 15       |
| 2.                                                             | Szovjetunió (URS)                                              | 1                                                              | 0                                                              | 2                                                              | 3        |
| 3.                                                             | Ausztrália (AUS)                                               | 1                                                              | 1                                                              | 0                                                              | 2        |
| 4.                                                             | Hollandia (NED)                                                | 0                                                              | 2                                                              | 1                                                              | 3        |
| 5.                                                             | Franciaország (FRA)                                            | 0                                                              | 1                                                              | 0                                                              | 1        |
|                                                                |                                                                |                                                                |                                                                |                                                                |          |
| Összesen                                                       | Összesen                                                       | 8                                                              | 8                                                              | 8                                                              | 24       |

### Érmesek
| Az 1964. évi nyári olimpiai játékok érmesei női úszásban | |           |                                                                                               |        | |        |
| Versenyszám                                              | Arany | Arany     | Ezüst                                                                                         | Ezüst  | Bronz | Bronz  |
| 100 m gyors                                              | Dawn Fraser · Ausztrália (AUS) | 59,5 OR   | Sharon Stouder · Egyesült Államok (USA)                                                       | 59,9   | Kathleen Ellis · Egyesült Államok (USA)                                                                                       | 1:00,8 |
| 400 m gyors                                              | Virginia Duenkel · Egyesült Államok (USA) | 4:43,3 OR | Marilyn Ramenofsky · Egyesült Államok (USA)                                                   | 4:44,6 | Terri Lee Stickles · Egyesült Államok (USA)                                                                                   | 4:47,2 |
| 100 m hát                                                | Cathy Ferguson · Egyesült Államok (USA) | 1:07,7 WR | Kiki Caron · Franciaország (FRA)                                                              | 1:07,9 | Virginia Duenkel · Egyesült Államok (USA)                                                                                     | 1:08,0 |
| 200 m mell                                               | Galina Prozumenscsikova · Szovjetunió (URS) | 2:46,4 OR | Claudia Kolb · Egyesült Államok (USA)                                                         | 2:47,6 | Szvetlana Babanyina · Szovjetunió (URS)                                                                                       | 2:48,6 |
| 100 m pillangó                                           | Sharon Stouder · Egyesült Államok (USA) | 1:04,7 WR | Ada Kok · Hollandia (NED)                                                                     | 1:05,6 | Kathleen Ellis · Egyesült Államok (USA)                                                                                       | 1:06,0 |
| 400 m vegyes                                             | Donna de Varona · Egyesült Államok (USA) | 5:18,7 OR | Sharon Finneran · Egyesült Államok (USA)                                                      | 5:24,1 | Martha Randall · Egyesült Államok (USA)                                                                                       | 5:24,2 |
| 4×100 m gyorsváltó                                       | Egyesült Államok (USA) · Sharon Stouder · Donna de Varona · Lillian Watson · Kathleen Ellis · Lynne Allsup* · Erika Bricker* · Jeanne Hallock* · Patience Sherman* | 4:03,8 WR | Ausztrália (AUS) · Robyn Thorn · Janice Murphy · Lynette Bell · Dawn Fraser · Jan Turner*     | 4:06,9 | Hollandia (NED) · Pauline van der Wildt · Catharina Beumer · Winnie van Weerdenburg · Erica Terpstra                          | 4:12,0 |
| 4×100 m vegyes váltó                                     | Egyesült Államok (USA) · Cathy Ferguson · Cynthia Goyette · Sharon Stouder · Kathleen Ellis · Nina Harmer* · Susan Pitt* · Judith Reeder* · Lillian Watson*        | 4:33,9 WR | Hollandia (NED) · Corrie Winkel · Klenie Bimolt · Ada Kok · Erica Terpstra · Aartje Lasterie* | 4:37,0 | Szovjetunió (URS) · Tatyjana Szaveljeva · Szvetlana Babanyina · Tatyjana Gyevjatova · Natalja Usztyinova · Natalja Bisztrova* | 4:39,2 |

## Magyar részvétel
Az olimpián tizenegy férfi és nyolc női úszó képviselte Magyarországot, akik összesen egy negyedik és egy hatodik helyezést értek el, és ezzel négy olimpiai pontot szereztek. Ez négy ponttal kevesebb, mint az előző, 1960. évi olimpián elért eredmény.
A magyar úszók a következő versenyszámokban indultak (zárójelben az elért helyezés, illetve időeredmény):
| Magyar részvétel az 1964. évi nyári olimpiai játékok úszóversenyein |                                                                       |                                                                                      |
| versenyszám                                                         | férfi úszás                                                           | női úszás                                                                            |
| 100 m gyors                                                         | Dobai Gyula (7. – 54,9) Gulrich József (56,3) Száll Antal (56,8)      | Madarász Csilla (6. – 1:02,4) Takács Katalin (1:03,3) Turóczy Judit (1:03,0)         |
| 400 m gyors                                                         | Bodnár András (5:03,7) Katona József (4:24,7) Szlamka László (5:00,0) |                                                                                      |
| 1500 m gyors                                                        | Katona József (8. – 17:30,8)                                          |                                                                                      |
| 100 m hát                                                           |                                                                       | Balla Mária (1:12,0)                                                                 |
| 200 m hát                                                           | Csikány József (2:17,5) Gulyás Ákos (2:30,5)                          |                                                                                      |
| 200 m mell                                                          | Lenkei Ferenc (2:37,5)                                                | Kovács Zsuzsa (3:06,7)                                                               |
| 100 m pillangó                                                      |                                                                       | Egerváry Márta (1:10,7)                                                              |
| 400 m vegyes                                                        | Ali Csaba (5:05,4) Kosztolánczy György (7. – 5:01,9)                  | Egerváry Márta (8. – 5:38,4)                                                         |
| 4×100 m gyorsváltó                                                  | (3:43,2) Dobai Gyula Gulyás Ákos Száll Antal Szlamka László           | (4. – 4:12,1) Erdélyi Éva Madarász Csilla Takács Katalin Turóczy Judit (Frank Mária* |
| 4×200 m gyorsváltó                                                  | (8:24,4) Ali Csaba Dobai Gyula Katona József Kosztolánczy György      |                                                                                      |
| 4×100 m vegyes váltó                                                | (6. – 4:08,5) Csikány József Dobai Gyula Gulrich József Lenkei Ferenc | – Balla Mária Egerváry Márta Kovács Zsuzsa Madarász Csilla                           |